# Rhipidocephala obscurata
Rhipidocephala obscurata là một loài ruồi trong họ Asilidae. Rhipidocephala obscurata được Oldroyd miêu tả năm 1966. Loài này phân bố ở vùng nhiệt đới châu Phi.